# 예산수덕사 나들목
예산수덕사 나들목(Yesan-Sudeoksa IC)은 충청남도 예산군 오가면 신석리와 월곡리에 걸쳐 설치된 서산영덕고속도로의 4번 교차로이다. 국도 제21호선을 통해 예산읍, 오가면, 응봉면, 홍성군으로 진출할 수 있다. 이름 때문에 수덕사가 인근에 있다고 생각할 수 있지만 수덕사와는 20km 정도로 꽤 거리를 두고 있으며 수덕사 방면으로 진출하려면 고덕 나들목이나 서해안고속도로의 홍성 나들목을 이용하는 것이 접근하기에 더욱 편리하다.

## 연혁
- 2009년 5월 28일 : 당진상주고속도로 당진 ~ 대전 구간 개통에 따라 영업 개시[1]

## 구조물 정보
- 위치: 충청남도 예산군 오가면 신석리, 월곡리
- 영업소: 충청남도 예산군 오가면 서산영덕고속도로 25

## 접속하는 도로
- 국도 제21호선 (충서로)

## 교통량 정보
| 요금소              | 통행량 (대/일) | 통행량 (대/일) | 통행량 (대/일) | 통행량 (대/일) | 통행량 (대/일) | 통행량 (대/일) | 통행량 (대/일) | 통행량 (대/일) | 통행량 (대/일) | 통행량 (대/일) | 각주  |
| 요금소              | 2007년         | 2008년         | 2009년         | 2010년         | 2011년         | 2012년         | 2013년         | 2014년         | 2015년         | 2016년         | 각주  |
| ------------------- | -------------- | -------------- | -------------- | -------------- | -------------- | -------------- | -------------- | -------------- | -------------- | -------------- | ----- |
| 예산수덕사 (폐쇄식) | 미개통         | 미개통         | 3,579          | 4,469          | 4,925          | 5,199          | 5,600          | 5,802          | 6,173          | 6,695          | [ 2 ] |
| 요금소              | 2017년         | 2018년         | 2019년         |                |                |                |                |                |                |                | [ 2 ] |
| 예산수덕사 (폐쇄식) | 6,666          | 6,579          | 7,118          |                |                |                |                |                |                |                | [ 2 ] |